# Hrabstwo Iron (Utah)

Piramida wieku hrabstwa

Hrabstwo Iron – hrabstwo w USA na południowym zachodzie stanu Utah. W roku 2005, liczba mieszkańców wyniosła 38 311. Stolicą jest Parowan, a największym miastem Cedar City. Pierwotnie region ten nazywał się Little Salt Lake Valley (Mała Wioska Słonego Jeziora). Zmieniono ze względu kopalnie żelaza na wschód od Cedar City.

## Geografia
Całkowita powierzchnia wynosi 8 552 km² z tego 10 km² (0,12%) stanowi woda. Do atrakcji należą: Ashdown Gorge Wilderness i Cedar Breaks National Monument oraz część Parku Narodowego Zion.

### Miasta
- Brian Head
- Cedar City
- Enoch
- Kanarraville
- Parowan
- Paragonah

### CDP
- Beryl Junction
- Newcastle
- Summit

### Sąsiednie hrabstwa
- Washington – południe
- Kane – południowy wschód
- Garfield – wschód
- Beaver – północ
- Lincoln w Nevadzie – zachód